# Kumain
Kumain is een bestuurslaag in het regentschap Rokan Hulu van de provincie Riau, Indonesië. Kumain telt 2121 inwoners (volkstelling 2010).